# Doris von Sayn-Wittgenstein
Doris Fürstin von Sayn-Wittgenstein (* 1. Oktober 1954 als Doris Ulrich in Arolsen) ist eine deutsche Politikerin (AfD). Von 2017 bis 2022 war sie Mitglied des Landtags von Schleswig-Holstein. Sie war Landesvorsitzende der AfD Schleswig-Holstein.
Am 28. August 2019 wurde sie vom Bundesschiedsgericht letztinstanzlich aus der AfD ausgeschlossen. Sayn-Wittgenstein hatte für einen rechtsextremistischen Verein geworben, der auf der sogenannten Unvereinbarkeitsliste der AfD steht; das Parteigericht sah darin ein „parteischädigendes Verhalten“. Im April 2021 urteilte das Landgericht Berlin, dass von Sayn-Wittgenstein weiterhin AfD-Mitglied ist, da der Ausschluss aufgrund formaler Fehler nicht wirksam stattgefunden hat. Im Februar 2024 zog der AfD-Bundesvorstand seine Berufung beim Berliner Kammergericht aufgrund fehlender Erfolgsaussichten zurück, wodurch das Urteil des Landgerichts Berlin rechtskräftig geworden ist.

## Leben
Doris von Sayn-Wittgenstein wuchs als Tochter eines Postsekretärs und einer aus Schlesien heimatvertriebenen Mutter auf. Sie hat zwei Schwestern, darunter die Schauspielerin Heike Ulrich, und einen Bruder, den Regisseur Armin Ulrich. Sie studierte von 1973 bis 1980 Rechtswissenschaften an der Universität Heidelberg. Ihr Referendariat absolvierte sie beim Landgericht Heidelberg mit Stationen an der Universität für Verwaltungswissenschaften in Speyer und bei einer amerikanischen Rechtsanwaltskanzlei.
Am 21. Februar 1983 wurde sie als Rechtsanwältin zugelassen und arbeitete seitdem bis 2017 im Familienrecht. Laut Anwaltauskunft des Deutschen Anwaltvereins ist sie Partnerin der Kanzlei Horstmann & v. Sayn-Wittgenstein in Dossenheim bei Heidelberg, auf der Website der Kanzlei ist sie aber seit spätestens Oktober 2016 nicht mehr verzeichnet.
Nach eigenen Angaben zog sie 2016 nach Schleswig-Holstein und wohnt in Schwentinental im Kreis Plön. Von ihrem ersten Ehemann, der Ägypter gewesen sein soll, wurde sie geschieden.

## Namensherkunft
Ihr amtlicher Nachname Fürstin von Sayn-Wittgenstein ist wiederholt Gegenstand medialer Berichterstattung gewesen, da er dem einer Nebenlinie des früheren deutschen Adelshauses Sayn-Wittgenstein  entspricht. Nach eigener Aussage habe sie während ihrer ersten Ehe den Familiennamen ihres Mannes getragen und „Doris Ulrich“ geheißen. Bei ihrer zweiten Ehe habe sie beschlossen, ihren „Geburtsnamen“ zu tragen. Nach Recherchen des Spiegel hieß sie nach ihrer Geburt jedoch „Doris Ulrich“ und diesen Nachnamen habe dann auch ihr erster Mann angenommen. Diese Aussagen sind nicht notwendigerweise widersprüchlich, da der „Geburtsname“ rechtlich unter bestimmten Voraussetzungen änderbar ist – etwa im Fall einer Adoption – also nicht immer den ersten Nachnamen nach der Geburt angibt. Ihre ehemaligen Klassenkameraden haben angegeben, sie habe bereits beim zehnjährigen Klassentreffen 1983 den Namen „von Sayn-Wittgenstein“ geführt.
Alexander zu Sayn-Wittgenstein-Sayn erklärte 2017, Doris von Sayn-Wittgenstein gehöre „nicht zur Familie“. Er wies darauf hin, dass 1979 seine entfernte Verwandte Elisabeth Gertrud (* 1927), Tochter des Alexander Fürst von Sayn-Wittgenstein (1876–1947), auf Vermittlung des Titelhändlers Hans-Hermann Weyer einen Heiratsschwindler geheiratet habe, der alsdann den Namen seiner Frau angenommen und daraufhin das Weite gesucht habe. Laut der Saarbrücker Zeitung handelte es sich dabei um Bruno Lothar Koch. Er machte ein Geschäft daraus, den Namen mit Hilfe von Adoptionen weiterzuverkaufen. Deshalb und infolge von „Kettenadoptionen“, also durch Adoptionen zuvor selbst Adoptierter oder durch von Adoptierten ehelich Einbenannte oder durch Weitergabe an deren Kinder, sei der Name in der Form „Fürst/in von“ anschließend an – bis heute – mehr als 50 Namensträger weitergegeben worden.
Auch Alexander Prinz zu Schaumburg-Lippe (FDP), Ex-Ehemann der Marie-Louise „Lilly“ Prinzessin zu Sayn-Wittgenstein-Berleburg, distanzierte sich und wies in einer Stellungnahme darauf hin, dass die Stammlinie der Fürsten von Sayn-Wittgenstein (statt zu oder von und zu Sayn-Wittgenstein) erloschen sei und alle Träger dieses Nachnamens entweder als Erwachsene adoptiert worden seien oder von einem solchen Adoptierten abstammten. Schaumburg-Lippe bezeichnete Sayn-Wittgenstein als „Adoptivstapler[in]“ und zog einen Zusammenhang zu ihren politischen Positionen: „Die Partei, die uns sinngemäß täglich etwas von kulturfremden Sozialparasiten erzählt, hebt eine Person in verantwortliche Stellung, die parasitär an einer Kultur und Tradition andockt, mit der sie nichts zu tun hat.“ Die Süddeutsche Zeitung schrieb 2017, laut „alteingesessene[m] Adel“ werde der „Titel mit dem ‚von‘ am Anfang […] seit geraumer Zeit von Titelhändlern zu hohen Preisen verkauft.“ Der AfD-Co-Vorsitzende Alexander Gauland bezeichnete Doris von Sayn-Wittgenstein nach ihrem Parteiausschluss 2019 als „die Dame, die wir die falsche Fürstin nennen“.

## Mögliche Nähe zu Reichsbürgern
Klaus Sojka, Initiator des Vereins „Die Deutschen“, der der Reichsbürgerbewegung nahesteht, gewann Sayn-Wittgenstein 2009 für einen Vorstandsposten und stellte für die „Vereinigung“ Die Deutschen beim Internationalen Gerichtshof einen „Antrag auf Feststellung des Nichtbestehens der BRD“. Sojka starb im September 2009. Eine Pressemitteilung des Vereins zu seiner Gründung 2009 nannte Sojka und Sayn-Wittgenstein als Mitglieder des Gründungsvorstands. Doris von Sayn-Wittgenstein erklärte 2017, sie wisse nicht, wie ihr Name dahin gekommen sei. Sojka habe sie zwar für einen Vorstandsposten im Verein gewonnen; sie erinnere sich aber nicht an eine Gründungsveranstaltung.
Eine Gesinnungsnähe zur Reichsbürgerbewegung bestreitet Sayn-Wittgenstein, auch Klaus Sojka habe nicht zu dieser gehört. Es sei damals auch um ungeklärte Eigentumsfragen der nach dem Zweiten Weltkrieg Vertriebenen gegangen. Auch nach der deutschen Wiedervereinigung betrachtet Sayn-Wittgenstein die Frage der Entschädigung der Vertriebenen aus den früheren deutschen Ostgebieten als offen. Dazu verweist sie auf ihre verstorbene Mutter, der in den 1990er Jahren von einer Bundesbehörde bestätigt worden sei, dass bezüglich des bei der Vertreibung zurückgelassenen Vermögens noch nicht alles geklärt, eine Regelung momentan politisch aber „nicht opportun sei“.

## AfD-Politikerin
Sayn-Wittgenstein trat im März 2016 in die AfD ein. Nach eigener Aussage hatte sie mit der 2013 von Bernd Lucke gegründeten AfD zunächst nicht viel anfangen können. Von April 2016 bis Mai 2017 war sie Beisitzerin im Landesvorstand der AfD Schleswig-Holstein. Sie wurde im Oktober 2016 auf dem Landesparteitag in Henstedt-Ulzburg auf den dritten Platz der Landesliste für die Landtagswahl 2017 gewählt. Bei dieser Landtagswahl zog sie über die Landesliste in den Landtag von Schleswig-Holstein ein, dem sie bis zu ihrem Ausscheiden nach der Landtagswahl 2022 angehörte. Auf dem Landesparteitag im Juli 2017 wurde sie zur neuen Landessprecherin der AfD Schleswig-Holstein gewählt. Sie erhielt 68 % der Stimmen und setzte sich damit gegen den bisherigen Amtsinhaber Jörg Nobis durch.
Im Dezember 2017 kandidierte sie beim AfD-Bundesparteitag in Hannover überraschend für den Bundesvorsitz. Sie wurde zwar nicht gewählt, verhalf aber dem rechten Parteiflügel Der Flügel um Björn Höcke dazu, den als gemäßigt geltenden Berliner AfD-Vorsitzenden Georg Pazderski an der Bundesspitze zu verhindern. Nach zwei Abstimmungen ohne klares Ergebnis zogen beide Kandidaten zurück; Alexander Gauland trat als Kompromisskandidat an und wurde gewählt.

### Parteiausschluss und ordentliches Gerichtsverfahren
Am 4. Dezember 2018 wurde Sayn-Wittgenstein aus der AfD-Landtagsfraktion Schleswig-Holstein ausgeschlossen. Anlass für diesen Schritt waren Sayn-Wittgensteins Aktivitäten für den als rechtsextrem eingestuften Verein Gedächtnisstätte e. V. im thüringischen Guthmannshausen, für den sie am 18. Dezember 2014 in einem Schreiben um Unterstützung geworben haben soll. Ob sie Mitglied des 1992 von der Holocaustleugnerin Ursula Haverbeck gegründeten Vereins ist oder war, ist umstritten. Er steht seit 2015 auf der Unvereinbarkeitsliste für AfD-Mitgliedschaften.
Andreas Speit schrieb Ende 2018 in der taz, sie habe weitere Kontakte zur rechtsextremen Szene gehabt: So habe sie zwischen 2014 und 2017 Veranstaltungshinweise verschiedener rechtsextremer Gruppen per E-Mail weiterverbreitet. Auf Nachfrage der taz bestritt Sayn-Wittgenstein diese Kontakte. Sie beabsichtige, ihr Landtagsmandat zu behalten.
Am 17. Dezember 2018 beschloss der AfD-Bundesvorstand die Einleitung eines Parteiausschlussverfahrens gegen Sayn-Wittgenstein und „vor dem Hintergrund mutmaßlich strafrechtlich relevanter Vorgänge“ den vorläufigen Ausschluss von der Ausübung aller Parteiämter bis zur Entscheidung des zuständigen Schiedsgerichts. Das Schiedsgericht der AfD Schleswig-Holstein wies den Antrag im April 2019 erstinstanzlich ab, weil Sayn-Wittgenstein nicht Mitglied des Vereins Gedächtnisstätte gewesen sei und sich aus einer „einmaligen Unterstützung […] keine zwingenden Rückschlüsse auf ein noch heute andauerndes rechtsextremistisches Weltbild“ ergäben. Sie habe sich in einem Zeitungsinterview und der mündlichen Verhandlung vor dem Schiedsgericht von dem Verein und ihrer damaligen Aktion distanziert. Der AfD-Bundesvorstand beschloss daraufhin, das AfD-Bundesschiedsgericht anzurufen.
Am 29. Juni 2019 wurde Sayn-Wittgenstein erneut zur Landesvorsitzenden in Schleswig-Holstein gewählt. Während sie auf 137 Stimmen kam, erhielten Christian Waldheim als Gegenkandidat des gemäßigteren Flügels 100 Stimmen sowie ein weiterer Kandidat vier Stimmen. Der gesamte Parteitag fand in angespannter Atmosphäre statt, die Mitglieder beider Lager standen sich unversöhnlich gegenüber. Der stellvertretende AfD-Bundesvorsitzende Kay Gottschalk sagte nach ihrer Wahl im Bezug auf die Rolle des Flügels, „eine klare Distanzierung der Flügel-Spitze von dieser Frau“ hätte gutgetan. Aber „diese klaren Worte“ habe es nicht gegeben.
Am 28. August 2019 wurde Sayn-Wittgenstein vom AfD-Bundesschiedsgericht wegen parteischädigenden Verhaltens aus der Partei ausgeschlossen. Laut AfD war sie damit auch nicht mehr Landesvorsitzende in Schleswig-Holstein.
Justus Bender kommentierte in der Frankfurter Allgemeinen Zeitung, jede Partei, die etwas auf das Grundgesetz halte, müsse Sayn-Wittgenstein ausschließen: „Die Richter am Bundesschiedsgericht der AfD haben also bewiesen, dass ihr Urteilsvermögen intakt ist. Auch die beiden Parteivorsitzenden, etliche Landesvorsitzende sowie viele Funktionäre und Mitglieder haben gezeigt, dass der offene Zuspruch für Rechtsextremisten in ihrer Partei keinen Platz hat.“ Die Demokraten in der AfD könne man nur zu ihrer Haltung beglückwünschen, sofern sie diese zeigten. Allerdings wies er auch auf die Haltung der Mehrheit des schleswig-holsteinischen Landesverbands sowie des dortigen Landesschiedsgerichts hin, das keinen Ausschlussgrund gesehen habe, und erwähnte auch „die unzähligen Solidaritätsadressen für Sayn-Wittgenstein aus unzähligen Landesverbänden in ganz Deutschland“.
Gegen den Parteiausschluss klagte Sayn-Wittgenstein im Rechtszug der ordentlichen Gerichtsbarkeit. Im April 2021 urteilte das Landgericht Berlin, dass von Sayn-Wittgenstein weiterhin AfD-Mitglied ist, da der Parteiausschluss nicht wirksam erfolgt ist, „weil das satzungsmäßig vorgeschriebene Verfahren keine Beachtung gefunden hat“. Begründet wurde dies damit, dass Sayn-Wittgenstein im schriftlich erfolgten Parteiausschlussverfahren vom Bundesschiedsgericht kein rechtliches Gehör gewährt worden ist. Ihr hätte vom Bundesschiedsgericht mündlich Gehör gewährt werden müssen. Gegen das Urteil legte der AfD-Bundesvorstand Berufung beim Kammergericht ein. Mitte Februar 2024 teilte das Kammergericht in einem Hinweisbeschluss mit, dass der Senat beabsichtige, die Berufung zurückzuweisen, da diese „offensichtlich keine Aussicht auf Erfolg“ habe. Daraufhin zog der Bundesvorstand seine Berufung Ende Februar 2024 zurück, wodurch das Urteil des Landgerichts Berlin rechtskräftig geworden ist. Damit kann Sayn-Wittgenstein ihre Mitgliedsrechte in der AfD wieder wahrnehmen.

### Politische Positionen
Auf ihren Wahlplakaten zur Landtagswahl 2017 warb sie mit dem Spruch „Heimat statt Multi-Kulti“. Als politische Überzeugung nennt sie „Homogenität“ und „Identifikation“. Sie äußerte 2017, sie wolle die in Deutschland, Österreich und Frankreich vom Verfassungsschutz beobachtete rechtsextreme Identitäre Bewegung nicht „in Bausch und Bogen verdammen“.
Auf dem AfD-Parteitag am 2. Dezember 2017 in Hannover appellierte Doris von Sayn-Wittgenstein an den Stolz der Partei: „Ich wünsche nicht, dass ich Koalitionsgespräche anbieten muss, sondern dass die anderen um Koalitionsgespräche betteln.“ Ebenso vertrat sie dort die Ansicht, nur der Nationalstaat halte eine Demokratie am Leben, und bezeichnete die  Antifa als „Antifanten“, wobei es sich laut der taz-Redakteurin Sabine am Orde um „rechtsextremen Jargon“ handelt.
Zu den Aktivitäten für den Verein Gedächtnisstätte e. V. behauptete der AfD-Fraktionschef im Kieler Landtag Jörg Nobis Ende 2018, Sayn-Wittgenstein habe nicht nur bestätigt, zur Unterstützung des Vereins aufgerufen zu haben, sondern auch seit Jahren Mitglied zu sein. 2018 distanzierte sie sich davon, was die Frankfurter Rundschau jedoch als „wenig glaubwürdig und wohl eher der Angst geschuldet, ihren Parteiposten zu verlieren“ bezeichnete.